# Asuntos internos (serie de televisión brasileña)
Asuntos internos (título original: Força-Tarefa) es una serie de televisión brasileña.

## Sinopsis 3ª temporada
El recién promovido Capitán Wilson (Murilo Benício – El Clon) está de vuelta y ahora dirige un nuevo equipo policial en la investigación de los crímenes cometidos por los mismos policiales. En la tercera temporada, su equilibrio emocional es poco estable debido a su nuevo cargo, en especial ahora que tiene que hacer frente a los conflictos de un nuevo equipo y a la culpa por el asesinato de su equipo, al mismo tiempo que trata de equilibrar su vida personal con su esposa e hijo y los riesgos de su conquistada posición de liderazgo.
Esta serie llena de acción policial vuelve con una tercera temporada aún más instigadora. Si en la primera temporada Wilson enfrentó a la dura realidad de hacer cumplir la ley, durante la segunda temporada se enfrentó a su ardua misión con la presión de ser padre. Ahora, él vive agobiado por la angustia de haber sobrevivido a un ataque que mató a su equipo.
El Capitán Wilson en conjunto de su equipo de investigadores compuesto por el teniente Demetrius, el especialista Leo y la sargento Lidiane, todavía dirigidos por el respetado coronel Caetano, siguen defendiendo la ley por encima de cualquier otra cosa. En este dinámico thriller psicológico el capitán Wilson tiene que localizar a la corrupción y el crimen, pero termina por desentrañar no solamente los misterios de los casos pero los de su propia alma.

## Reparto
| Actor/Actriz       | Personaje         |
| ------------------ | ----------------- |
| Murilo Benício     | Capitán Wilson    |
| Milton Gonçalves   | Coronel Caetano   |
| Hermila Guedes     | Sargento Selma    |
| Juliano Cazarré    | Cabo Irineu       |
| Henrique Neves     | Cabo Oberdan      |
| Osvaldo Baraúna    | Sargento Genival  |
| Rodrigo Einsfeld   | Praça Jorge       |
| Rogério Trindade   | Capitán Jonas     |
| Fabíula Nascimento | Jaqueline         |
| Nando Cunha        | Samuca            |
| Naruna Costa       | Sargento Lidiane  |
| Eucir de Souza     | Teniente Demétrio |
| Sérgio Cavalcante  | Perito Léo        |
| Gabriel Palhares   | Bruno Felipe      |